# Championnats d'Europe de slalom (canoë-kayak) 2010
Navigation
2009 2011
Les championnats d'Europe de slalom de canoë-kayak se déroulent à Čunovo (Slovaquie) du 13 au 15 août 2010.

## Résultats

### Hommes

#### Canoë
| Event                       | Or                                                                                                  | Résultat | Argent | Résultat | Bronze                                                                                                 | Résultat |
| Canoë monoplace par équipes | Slovaquie Michal Martikan Alexander Slafkovsky Matej Benus                                          | 112.73   | République tchèque Jan Masek Michal Jane Stanislav Jezek                                                           | 116.94   | France Tony Estanguet Denis Gargaud Chanut Nicolas Peschier                                            | 119.63   |
| Canoë biplace par équipes   | République tchèque Tomas Koplik Jakub Vrzan Lukas Prinda Jan Havlicek Jaroslav Volf Ondrej Stepanek | 124.67   | Pologne Pawel Sarna (céiste) Dawid Dobrowolski Dariusz Chlebek Patryk Brzezinski Piotr Szczepański Marcin Pochwala | 128.34   | Royaume-Uni Timothy Baillie Etienne Stott David Florence Richard Hounslow Daniel Goddard Colin Radmore | 133.13   |
| Canoë monoplace             | Slovaquie Michal Martikan                                                                           | 90.06    | Slovaquie Matej Benus                                                                                              | 92.10    | Slovaquie Alexander Slafkovsky                                                                         | 93.89    |
| Canoë biplace               | Slovaquie Ladislav Skantar Peter Skantar                                                            | 101.21   | République tchèque Jaroslav Volf Ondrej Stepanek                                                                   | 102.38   | Royaume-Uni David Florence Richard Hounslow                                                            | 103.38   |

#### Kayak
| Event             | Or                                                         | Résultat | Argent                                                     | Résultat | Bronze                                        | Résultat |
| Kayak par équipes | Pologne Dariusz Popiela Mateusz Polaczyk Grzegorz Polaczyk | 108.49   | Allemagne Hannes Aigner Alexander Grimm Sebastian Schubert | 108.98   | Slovénie Peter Kauzer Dejan Kralj Jure Meglic | 110.86   |
| Kayak monoplace   | Slovénie Peter Kauzer                                      | 87.82    | Slovénie Jure Meglic                                       | 87.97    | République tchèque Vavrinec Hradilek          | 89.85    |

### Dames

#### Canoë
| Event           | Or                        | Résultat | Argent                  | Résultat | Bronze               | Résultat |  |
| Canoë monoplace | Slovaquie Katarina Macova | 160.13   | Slovaquie Jana Dukátová | 170.05   | France Caroline Loir | 183.29   |  |

#### Kayak
| Event             | Or                                                            | Résultat | Argent                                                       | Résultat | Bronze                                                    | Résultat |
| Kayak par équipes | Allemagne Melanie Pfeifer Jasmin Schornberg Jennifer Bongardt | 136.20   | Pologne Joanna Mędoń Małgorzata Milczarek Natalia Pacierpnik | 137.38   | Slovaquie Jana Dukátová Dana Beňušová Gabriela Stacherová | 140.02   |
| Kayak monoplace   | Slovaquie Jana Dukátová                                       | 97.59    | Autriche Corinna Kuhnle                                      | 101.68   | Slovénie Urša Kragelj                                     | 101.99   |

## Tableau des médailles
| Rang  | Nation             | Or | Argent | Bronze | Total |
| ----- | ------------------ | -- | ------ | ------ | ----- |
| 1     | Slovaquie          | 5  | 2      | 2      | 9     |
| 2     | République tchèque | 1  | 2      | 1      | 4     |
| 3     | Pologne            | 1  | 2      | 0      | 3     |
| 4     | Slovénie           | 1  | 1      | 2      | 4     |
| 5     | Allemagne          | 1  | 1      | 0      | 2     |
| 6     | Autriche           | 0  | 1      | 0      | 1     |
| 7     | France             | 0  | 0      | 2      | 2     |
|       | Royaume-Uni        | 0  | 0      | 2      | 2     |
| Total | Total              | 9  | 9      | 9      | 27    |

## Sources
Résultats officiels